# Godzilla: Zerstörer der Welt
Godzilla: Zerstörer der Welt (japanisch GODZILLA 星を喰う者 Gojira: Hoshi o Kū Mono) ist ein japanischer, computeranimierter Anime aus dem Jahr 2018. Regie in dem von den Polygon- und Tōhō-Studios produzierten Film führten Kōbun Shizuno und Hiroyuki Seshita. Der Anime ist insgesamt der 34. Film des Godzilla-Franchises, der 32. Film, der von Tōhō produziert wurde, und der dritte Animationsfilm der Filmreihe. Der Film, erschienen am 9. November 2018 in Japan, ist die Fortsetzung des 2018 erschienenen Anime Godzilla: Eine Stadt am Rande der Schlacht.

## Inhalt
Das starke, dreiköpfige Monster namens Ghidorah droht, die Erde und die Menschheit zu vernichten. Die Menschen müssen mit Godzilla zusammenarbeiten, damit sie den King Ghidorah besiegen und die Erde retten können.

## Synchronisation
| Figur            | Synchronsprecher (Original) | Deutscher Synchronsprecher |
| ---------------- | --------------------------- | -------------------------- |
| Adam Bindewald   | Yūki Kaji                   | Arne Stephan               |
| Eliott Leland    | Daisuke Ono                 | Nicolas Böll               |
| Halu-Elu Dolu-Do | Kazuya Nakai                | Hanns Jörg Krumpholz       |
| Haruo Sakaki     | Mamoru Miyano               | Mamoru Miyano              |
| Maina            | Reina Ueda                  | Helen Malin Blaschke       |
| Martin Lazzari   | Tomokazu Sugita             | David Turba                |
| Metphies         | Takahiro Sakurai            | Julien Haggège             |

## Rezeption
- Lexikon des internationalen Films: „Abschließender Teil einer visuell achtbaren, inhaltlich aber wenig originellen Anime-Trilogie (vgl. „Godzilla: Planet der Monster“, „Godzilla: Eine Stadt am Rande der Stadt“). Die Geschichte wird zu einem annehmbaren Ende gebracht, die Chance, zum Abschluss die Mängel in Charakter- und Weltenzeichnung sowie im Spannungsaufbau auszugleichen, wird aber erneut vertan.“[3]